# Edmund Nick
Edmund Nick, né le 22 septembre 1891 à Reichenberg, en royaume de Bohême, alors en Autriche-Hongrie, et décédé le 11 avril 1974 à Geretsried, en Bavière, est un compositeur, chef d'orchestre et critique musical allemand. Il a écrit des chansons, de la musique de scène et de film, des opérettes, comédies musicales. Il est critique musical pour die Neue Zeitung, Die Welt et de 1963 à 1973 pour die Süddeutsche Zeitung.

## Biographie
Fils de marchand, Edmund Nick étudie le droit de 1910 à 1915 à Vienne et Graz. En même temps, fréquente l'Académie de musique de Vienne et le Conservatoire de Dresde. Il obtient son doctorat en droit de l'Université de Graz en 1918. Nick se rend à Breslau en 1919, y travaillant comme accompagnateur, professeur de piano et critique musical. Il est devient chef d'orchestre du théâtre de Breslau en 1921 et chef du Département de musique de Radio-Silésie en 1924. Il rencontre Erich Kästner pour qui il écrit la musique pour une pièce radiophonique qui obtient un grand succès. C'est le début d'une longue amitié.
Quand il est licencié en 1933, il déménage à Berlin, où il est responsable de la musique au Theater des Volkes de 1936 à 1940. En 1945, il part à Munich, où il devient critique au Neue Zeitung. Il est nommé directeur musical du cabaret Die Schaubude où il a poursuit sa collaboration avec Erich Kästner. En 1947, il est pour deux ans directeur  de la musique du théâtre d’opérette du Land de Bavière. En 1949, il est nommé professeur à la Hochschule für Musik und Theater München. De 1952 à 1956, il est à la tête du département de musique de la Westdeutscher Rundfunk de Cologne. Il travaille ensuite comme critique musical pour le journal Die Welt, et en 1962 pour la Süddeutsche Zeitung.
Il est enterré au cimetière de l'Ouest de Munich.

## Œuvres principales

### Opérettes
- Über alles siegt die Liebe (1940 Berlin, Theater des Volkes)
- Das Halsband der Königin (Gerhard Metzner) (1er décembre 1948 Munich, Bavarian State Operetta)

### Comédies musicales
- Das kleine Hofkonzert (Paul Verhoeven, Toni Impekoven) (19 novembre 1935 Munich, Munich Kammerspiele)
- Die glücklichen Tage (1937 Bremen)
- Xantippe (1938 Frankfurt (Main))
- Titus macht Karriere (1939 Berlin, Theater an der Behrenstraße)
- Nur für Erwachsene (1941 Berlin)
- Dreimal die Eine (1941 Leipzig)
- Karussell! – Karussell! (Gustel Graepp, Rudolf Rieth) (1941 Darmstadt)
- Der Prinzgemahl (Fritz Schwiefert) (1938)

### Revues
- Freut euch des Lebens! (1936 Berlin)

## Source
- (de) Cet article est partiellement ou en totalité issu de l’article de Wikipédia en allemand intitulé « Edmund Nick » (voir la liste des auteurs).